# Castell de Montornès de Segarra
El Castell de Montornès és un edifici al nucli de Montornès de Segarra declarat bé cultural d'interès nacional. Queden restes del primitiu castell situat dalt del turó del poble, fora del nucli urbà i a pocs metres del dipòsit d'aigua del poble. Es tracta d'un mur trencat on s'evidencia l'ús de pedra i morter com a farciment de l'estructura d'un gruix considerable que ens evidencia seva funció defensiva. A la cara exterior, la paret del mur, està realitzada amb carreus de mida mitjana, perfectament afilerats.
En el seu origen formava part de la xarxa de castells del comtat d'Osona. La primera notícia d'aquesta fortalesa es troba al testament de Ramon Miró de l'any 1079, on consta que posseïa el castro de Montornes. Per un document del 1119 se sap que Ponç Ollemar tenia en aquesta data la quarta part del castell de Montornès. El 1133 apareix a les mans dels Cervera. El domini superior restà en mans dels comtes de Barcelona perquè el 1181 Alfons el Cast, estant al castell de Gardeny, feu donació als templers d'aquest castell. A principis del segle xiv, quan els templers s'extingeixen, passa a les mans dels hospitalers. La seva subjecció es perllongà fins a la caiguda de l'antic règim.